# راس الحمة (الرضمة)

تعديل مصدري - تعديل

راس الحمة محلة تابعة لقرية بيت العشاوي، التابعة لعزلة كحلان بمديرية الرضمة إحدى مديريات محافظة إب في الجمهورية اليمنية.، بلغ تعداد سكانها 31 حسب تعداد اليمن لعام 2004.